# Bahrenfleth
Bahrenfleth er en by og kommune i det nordlige Tyskland, beliggende i Amt Krempermarsch under den sydlige del af Kreis Steinburg. Kreis Steinburg ligger i den sydvestlige del af delstaten Slesvig-Holsten.

## Geografi
Bahrenfleth ligger ved floden Stör, omkring 12 km nord for Glückstadt.
I kommunen ligger landsbyerne og bebyggelserne Neuenkirchen, Bahrenflether Sandweg, Brokreihe, Fiefhusen, Großbahrenfleth, Großwisch, Hohenweg, Kätnerdeich, Kleinbahrenfleth, Kleinwisch, Kuhdamm, Uhrendorfer Deich og Uhrendorfer Weg.